# Nyizsnyij Novgorod-i terület
A Nyizsnyij Novgorod-i terület (oroszul Нижегородская область [Nyizsegaródszkaja oblaszty], 1990-ig Gorkiji terület)  az Oroszországi Föderáció tagja. Székhelye Nyizsnyij Novgorod. 2010-ben népessége 3 310 597 fő volt.

## Földrajz

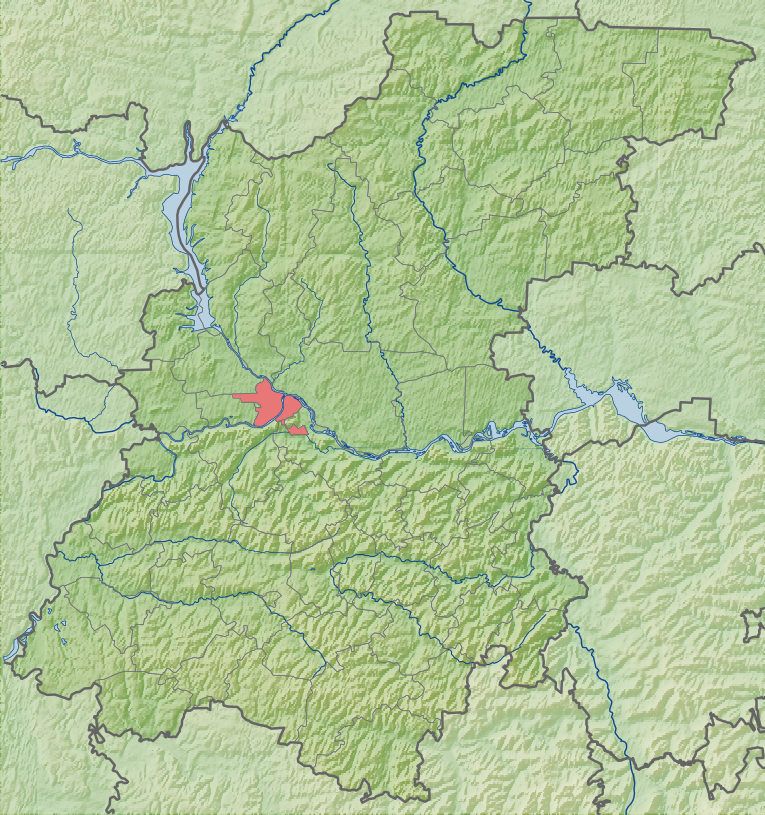
Domborzati térkép

A Kelet-európai síkság központi részén fekszik. Területe 76 624 km². Határos északon a Kosztromai területtel, északkeleten a Kirovi területtel, keleten Marifölddel és Csuvasfölddel, délen Mordvinfölddel, délnyugaton a Rjazanyi területtel, nyugaton a Vlagyimiri területtel és az Ivanovói területtel. 
Fő folyója a Volga, amely északnyugat-kelet irányban szeli át. Volga két részre osztja a területet: az alacsonyan fekvő bal partra (Transz-Volga) és a magasabb jobb partra, ahol a Volgamenti-hátság található. A Volga folyón létesült 1955–57 között a Gorkiji-víztározó a terület északnyugati határán. 
A Volga mellékfolyói a területen a bal parton a Vetluga, a Krezsenyec, Uzola és a Linda, a jobb parton pedig az Oka és Csuvasföld felőli határfolyója, a Szura.

## Történelem
1708-ban, Nagy Péter cár közigazgatási reformja után Nyizsnyij Novgorod és a környező területek a Kazanyi kormányzóság részei lettek, majd a Nyizsnyij Novgorod-i kormányzóság 1714–1929 között létezett.

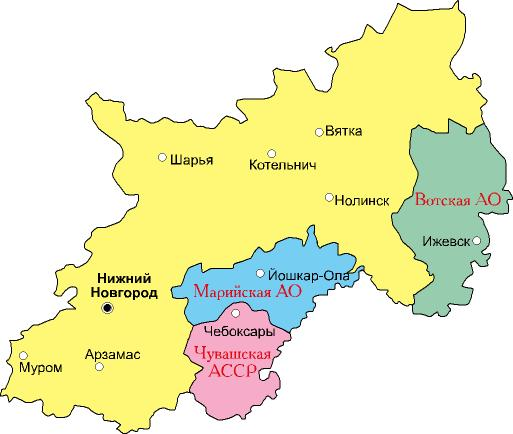
A Nyizsnyij Novgorod-i határterület 1930-ban

1929. július 15-én alakult meg a Nyizsnyij Novgorod-i határterület a Mari Autonóm Terület, az Udmurt Autonóm Terület és a Csuvas Autonóm Terület hozzácsatolása révén.
Kezdetben a határterület területét (a nemzeti autonómiákon kívül) 7 körzetre (okrug) osztották. 1930. július 23-án az összes körzetét megszüntették, és közvetlenül a regionális hatóságoknak (rajon) rendelték alá.
1931. január 1-jén a régió lakossága 7 753 900 lakos volt, ebből 1 066 100 fő városi (15,9%), a népsűrűség 29,1 fő/km² volt, az összterület pedig 266 920 km².
1932. február 1-jén az Összoroszországi Központi Végrehajtó Bizottság úgy határozott, hogy a Kumjoni járást kizárja a Nyizsnyij Novgorod határterületből, a Nyizsnyij Novgorod város pedig Gorkij nevét kapja. A város szovjet időkben zárt város volt.
1934. december 7-én a Gorkiji határterület keleti és északkeleti régióiból (rajonjaiból), valamint a Szverdlovszki terület nyugati régióiból (rajonjaiból) új közigazgatási-területi egységethoztak létre, a Kirovi területet, beleértve az Udmurt Autonóm Területet is.
1936. december 5-én a Gorkiji határterületet felosztották a Gorkiji területre, a Csuvas ASZSZK-ra és a Mari ASZSZK-ra.

## Népesség

### Nemzetiségi megoszlás
A lakosság döntő többsége orosz nemzetiségű, de más nemzetiségek is lakják, főleg tatárok és mordvinok.
Nemzetiségi összetétel:
|           | 1959-es népszámlálás | 1989-es népszámlálás | 2002-es népszámlálás | 2010-es népszámlálás |
| --------- | -------------------- | -------------------- | -------------------- | -------------------- |
| oroszok   | 3 381 991 (94,18%)   | 3 522 148 (94,69%)   | 3 346 398 (94,96%)   | 3 109 661 (93,93%)   |
| tatárok   | 66 996 (1,87%)       | 58 603 (1,58%)       | 50 609 (1,44%)       | 44 103 (1,33%)       |
| mordvinok | 63 891 (1,78%)       | 36 709 (0,99%)       | 25 022 (0,71%)       | 19 138 (0,58%)       |
| ukránok   | 29 314 (0,82%)       | 33 344 (0,9%)        | 24 241 (0,69%)       | 17 657 (0,53%)       |
| örmények  | 1 086 (0,03%)        | 1 822 (0,05%)        | 10 786 (0,31%)       | 13 294 (0,4%)        |
| csuvasok  | 4 282 (0,12%)        | 12 206 (0,33%)       | 11 364 (0,32%)       | 9 765 (0,29%)        |
| azeriek   | 662 (0,02%)          | 3 153 (0,08%)        | 8 309 (0,24%)        | 8 494 (0,26%)        |
| marik     | 5 177 (0,14%)        | 7 942 (0,21%)        | 7 757 (0,22%)        | 6 415 (0,19%)        |
| összesen  | 3 590 813            | 3 719 614            | 3 524 028            | 3 310 597            |

### Települések

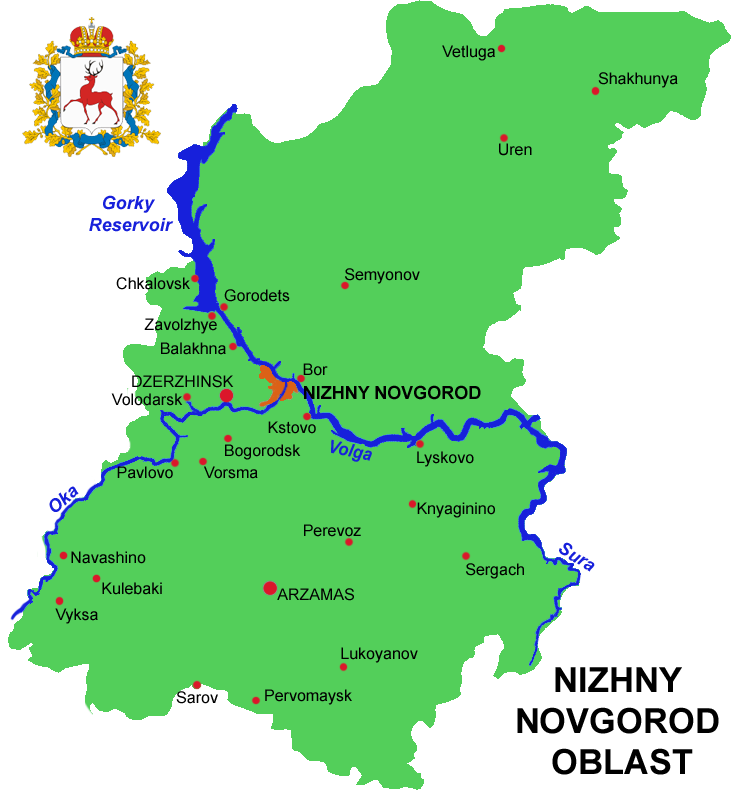
A Nyizsnyij Novgorod-i terület nagyobb települései

A Nyizsnyij Novgorod-i terület városai a következők, a városi rang elnyerésének évével, a 2010. évi népességgel és a közigazgatási beosztással:
| Magyar név         | Orosz név       | Rang  | Mióta | Lélekszám | Közigazgatási beosztás |
| ------------------ | --------------- | ----- | ----- | --------- | ---------------------- |
| Nyizsnyij Novgorod | Нижний Новгород | város | 1221  | 1 250 619 |                        |
| Dzerzsinszk        | Дзержинск       | város | 1930  | 240 742   |                        |
| Arzamasz           | Арзамас         | város | 1578  | 106 362   |                        |
| Szarov             | Саров           | város | 1951  | 92 047    |                        |
| Bor                | Бор             | város | 1938  | 78 058    |                        |
| Ksztovo            | Кстово          | város | 1957  | 66 657    | Ksztovói járás         |
| Pavlovo            | Павлово         | város | 1919  | 60 698    | Pavlovói járás         |
| Viksza             | Выкса           | város | 1934  | 56 201    | Vikszai járás          |
| Balahna            | Балахна         | város | 1536  | 51 519    | Balahnai járás         |
| Zavolzsje          | Заволжье        | város | 1964  | 40 460    | Gorogyeci járás        |
| Kulebaki           | Кулебаки        | város | 1932  | 35 759    | Kulebaki járás         |
| Bogorodszk         | Богородск       | város | 1923  | 35 499    | Bogorodszki járás      |
| Gorogyec           | Городец         | város | 1152  | 30 658    | Gorogyeci járás        |
| Szemjonov          | Семёнов         | város | 1779  | 24 473    | Szemjonovi járás       |
| Liszkovo           | Лысково         | város | 1922  | 21 880    | Liszkovói járás        |
| Szergacs           | Сергач          | város | 1779  | 21 386    | Szergacsi járás        |
| Sahunyja           | Шахунья         | város | 1943  | 20 921    | Sahunyjai járás        |
| Navasino           | Навашино        | város | 1957  | 16 416    | Navasinói járás        |
| Lukojanov          | Лукоянов        | város | 1779  | 14 951    | Lukojanovi járás       |
| Pervomajszk        | Первомайск      | város | 1951  | 14 568    | Pervomajszki járás     |
| Cskalovszk         | Чкаловск        | város | 1955  | 12 368    | Cskalovszki járás      |
| Ureny              | Урень           | város | 1973  | 12 304    | Urenyi járás           |
| Vorszma            | Ворсма          | város | 1955  | 11 620    | Pavlovói járás         |
| Volodarszk         | Володарск       | város | 1956  | 9 928     | Volodarszki járás      |
| Perevoz            | Перевоз         | város | 2001  | 9 201     | Perevozi járás         |
| Vetluga            | Ветлуга         | város | 1778  | 8 954     | Vetlugai járás         |
| Knyaginyino        | Княгинино       | város | 1998  | 6 708     | Knyaginyinói járás     |
| Gorbatov           | Горбатов        | város | 1779  | 2 278     | Pavlovói járás         |

## Közigazgatás és önkormányzatok

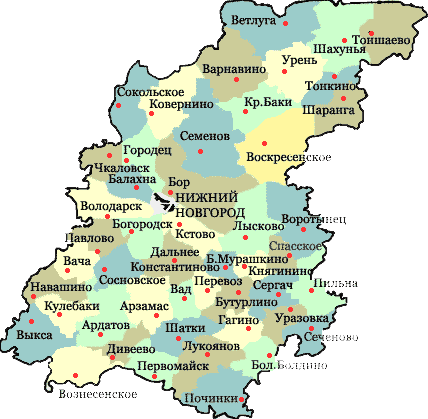
A Nyizsnyij Novgorod-i terület járásai

A Nyizsnyij Novgorod-i terület élén a kormányzó áll:
- Valerij Pavlinovics Sancev: 2005. augusztus 8. – 2017. szeptember 26. Ekkor idő előtti felmentését kérte.
- Gleb Szergejevics Nyikityin: 2017. szeptember 26. – a kormányzói feladatokat ideiglenesen ellátó megbízott. Megbízatása a következő kormányzói választásig szólt.[3]

Kormányzónak megválasztva 2018. szeptember 9-én, hivatalba lépett szeptember 26-án.
A közigazgatási járások neve, székhelye és 2010. évi népességszáma az alábbi:
| Magyar név                       | Orosz név                    | Székhely                 | Lélekszám |
| -------------------------------- | ---------------------------- | ------------------------ | --------- |
| Ardatovi járás                   | Ардатовский район            | Ardatov                  | 26 428    |
| Arzamaszi járás                  | Арзамасский район            | Arzamasz                 | 43 723    |
| Balahnai járás                   | Балахнинский район           | Balahna                  | 77 598    |
| Bogorodszki járás                | Богородский район            | Bogorodszk               | 65 677    |
| Bolsoje Bolgyinó-i járás         | Большеболдинский район       | Bolsoje Bolgyino         | 12 035    |
| Bolsoje Muraskinó-i járás        | Большемурашкинский район     | Bolsoje Muraskino        | 10 508    |
| Buturlinói járás                 | Бутурлинский район           | Buturlino                | 14 471    |
| Cskalovszki járás                | Чкаловский район             | Cskalovszk               | 21 963    |
| Dalnyeje Konsztantyinovó-i járás | Дальнеконстантиновский район | Dalnyeje Konsztantyinovo | 22 474    |
| Gaginói járás                    | Гагинский район              | Gagino                   | 12 444    |
| Gorogyeci járás                  | Городецкий район             | Gorogyec                 | 91 577    |
| Gyivejevói járás                 | Дивеевский район             | Gyivejevo                | 16 618    |
| Knyaginyinói járás               | Княгининский район           | Knyaginyino              | 11 922    |
| Kovernyinói járás                | Ковернинский район           | Kovernyino               | 19 951    |
| Krasznije Baki-i járás           | Краснобаковский район        | Krasznije Baki           | 22 524    |
| Krasznooktyabrszkij járás        | Краснооктябрьский район      | Urazovka                 | 11 729    |
| Ksztovói járás                   | Кстовский район              | Ksztovo                  | 112 823   |
| Kulebaki járás                   | Кулебакский район            | Kulebaki                 | 52 377    |
| Liszkovói járás                  | Лысковский район             | Liszkovo                 | 39 964    |
| Lukojanovi járás                 | Лукояновский район           | Lukojanov                | 32 384    |
| Navasinói járás                  | Навашинский район            | Navasino                 | 24 296    |
| Pavlovói járás                   | Павловский район             | Pavlovo                  | 100 960   |
| Perevozi járás                   | Перевозский район            | Perevoz                  | 16 519    |
| Pervomajszki járás               | Первомайский район           | Pervomajszk              | 20 455    |
| Pilnai járás                     | Пильнинский район            | Pilna                    | 21 960    |
| Pocsinki járás                   | Починковский район           | Pocsinki                 | 30 668    |
| Sahunyjai járás                  | Шахунский район              | Sahunyja                 | 39 625    |
| Sarangai járás                   | Шарангский район             | Saranga                  | 12 450    |
| Satki járás                      | Шатковский район             | Satki                    | 27 018    |
| Szecsenovói járás                | Сеченовский район            | Szecsenovo               | 15 446    |
| Szemjonovi járás                 | Семёновский район            | Szemjonov                | 49 152    |
| Szergacsi járás                  | Сергачский район             | Szergacs                 | 31 296    |
| Szokolszkojei járás              | Сокольский район             | Szokolszkoje             | 14 139    |
| Szosznovszkojei járás            | Сосновский район             | Szosznovszkoje           | 19 546    |
| Szpasszkojei járás               | Спасский район               | Szpasszkoje              | 10 998    |
| Tonkinói járás                   | Тонкинский район             | Tonkino                  | 9 007     |
| Tonsajevói járás                 | Тоншаевский район            | Tonsajevo                | 20 219    |
| Urenyi járás                     | Уренский район               | Ureny                    | 30 106    |
| Vacsai járás                     | Вачский район                | Vacsa                    | 19 979    |
| Vadi járás                       | Вадский район                | Vad                      | 15 626    |
| Varnavinói járás                 | Варнавинский район           | Varnavino                | 13 366    |
| Vetlugai járás                   | Ветлужский район             | Vetluga                  | 16 330    |
| Vikszai járás                    | Выксунский район             | Viksza                   | 84 845    |
| Volodarszki járás                | Володарский район            | Volodarszk               | 58 807    |
| Vorotinyeci járás                | Воротынский район            | Vorotinyec               | 19 411    |
| Voszkreszenszkojei járás         | Воскресенский район          | Voszkreszenszkoje        | 21 645    |
| Voznyeszenszkojei járás          | Вознесенский район           | Voznyeszenszkoje         | 17 352    |